# Adrian Mărăcineanu
Adrian Mărăcineanu (n. 27 noiembrie 1953) este un fost deputat român în legislatura 2000-2004, ales în județul Prahova pe listele partidului PRM. Adrian Mărăcineanu a fost membru în grupurile parlamentare de prietenie cu Republica Austria și Republica Cuba. În 2015, Adrian Mărăcineanu a fost președinte interimar al formațiunii politice Frontul Demnității și Identității Naționale.

## Legături externe
- Adrian Mărăcineanu Arhivat în 5 martie 2024, la Wayback Machine. la cdep.ro